# Coupe de Colombie de football
La Coupe de Colombie de football est une compétition de football opposant les clubs professionnels de Colombie. Bien que créée en 1950, le tournoi ne compte en 2013 que treize éditions. Le club le plus titré est le Atlético Nacional avec quatre sacres.
Le vainqueur de la Coupe se qualifie pour la Copa Libertadores.

## Palmarès
| Saison                            | Vainqueur                  | Score                    | Finaliste              |
| --------------------------------- | -------------------------- | ------------------------ | ---------------------- |
| 1950-1951                         | Boca Juniors de Cali (1)   | 4 - 2 3 - 4              | Santa Fe               |
| Non joué pour la saison 1951-1952 |                            |                          |                        |
| 1952-1953                         | Millonarios (1)            | 2 - 0 3 - 0              | Boca Juniors de Cali   |
| Non joué entre 1954 et 1980       |                            |                          |                        |
| 1981                              | Independiente Medellín (1) | 3 - 1 1 - 1              | Deportivo Cali         |
| Non joué entre 1982 et 1988       |                            |                          |                        |
| 1989                              | Santa Fe (1)               | 0 - 0 2 - 1              | Unión Magdalena        |
| Non joué entre 1990 et 2007       |                            |                          |                        |
| 2008                              | La Equidad (1)             | 1 - 0 3 - 3              | Once Caldas            |
| 2009                              | Santa Fe (2)               | 1 - 2 2 - 1 5 - 4 t.a.b. | Deportivo Pasto        |
| 2010                              | Deportivo Cali (1)         | 1 - 0 2 - 0              | Itagüí                 |
| 2011                              | Millonarios (2)            | 1 - 0                    | Boyacá Chicó           |
| 2012                              | Atlético Nacional (1)      | 0 - 0 2 - 0              | Pasto                  |
| 2013                              | Atlético Nacional (2)      | 2 - 2 1 - 0              | Millonarios            |
| 2014                              | Deportes Tolima (1)        | 2 - 0 1 - 2              | Santa Fe               |
| 2015                              | Junior (1)                 | 2 - 0 0 - 1              | Santa Fe               |
| 2016                              | Atlético Nacional (3)      | 2 - 1 1 - 0              | Junior                 |
| 2017                              | Junior (2)                 | 1 - 1 2 - 0              | Independiente Medellín |
| 2018                              | Atlético Nacional (4)      | 2 - 2 2 - 1              | Once Caldas            |
| 2019                              | Independiente Medellín (2) | 2 - 2 2 - 1              | Deportivo Cali         |
| 2020                              | Independiente Medellín (3) | 1 - 1 (5 - 4 t. a. b.)   | Deportes Tolima        |
| 2021                              | Atlético Nacional (5)      | 5 - 0 0 - 1              | Deportivo Pereira      |
| 2022                              | Millonarios (3)            | 0 - 1 2 - 0              | Junior                 |
| 2023                              | Atlético Nacional (6)      | 1 - 1 5 - 4 t.a.b.       | Millonarios            |
| 2024                              | Atlético Nacional (7)      | 3 - 1 0 - 0              | America de Cali        |